# Otokar Fischer

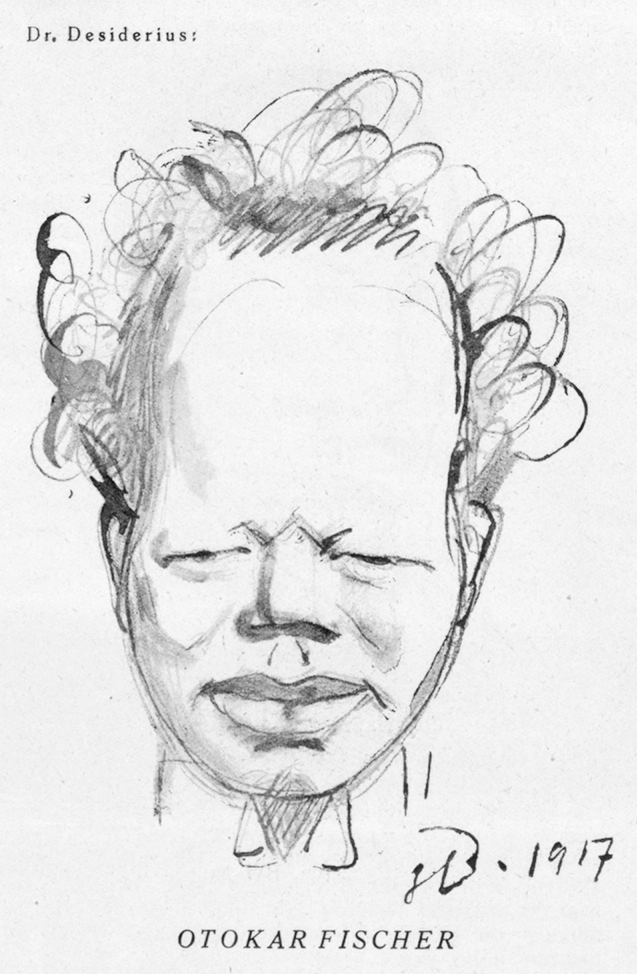
Otokar Fischer
karykatura: Hugo Boettinger, 1917

Otokar Fischer (ur. 1883 w Kolínie, zm. 1938 w Pradze) – czeski dramaturg, tłumacz, poeta i krytyk.
Był profesorem na uniwersytecie w Pradze i dyrektorem Czeskiego Teatru Narodowego w Pradze. Wydał jedenaście tomików poezji. Tłumaczył na czeski m.in. dzieła Goethego, Shakespeare’a i Villona. 
Zmarł na atak serca w teatrze praskim na wieść o zajęciu Austrii przez Hitlera.

## Twórczość

### Poezja
- Hořící keř (1918)
- Hlasy (1923)

### Dramat
- Přemyslovci (1918)
- Otroci (1925)